# عباسعلی اسلامی
شیخ عباسعلی اسلامی (۱۲۸۱ تا ۱۳۶۴ شمسی) از فعالان فرهنگی- مذهبی در دهه‌های ۲۰ و ۳۰ ش. مؤسس جامعه تعلیمات اسلامی است.

## تولد و تخصص برجسته
وی که اهل سبزوار است در سال ۱۲۷۵ شمسی به دنیا آمد. در اختلاف نظر بین مذهبیون بر سر بود و نبود مدارس جدیده، وی سعی کرد از این ابزار جدید برای رسیدن به اهداف دینی استفاده کند و از پیشتازان در این عرصه بود.
در سال ۱۳۲۲ جمعیت پیروان قرآن را تأسیس کرد. در همان سال جامعه تعلیمات اسلامی به همت وی شکل گرفت که حاصل آن تأسیس ۱۸۰ مدرسه در سراسر کشور بود که در آن‌ها علاوه بر تعلیم دروس معمول آن دوره، محصلین و دانش آموزان تحت تعالیم اسلامی-احکام و اخلاق اسلامی-با متد و روش جدید قرار می‌گرفتند.
وی جمله معروفی دارد  جمله‌ای به یادماندنی گفتند که «اگر به نتیجه رسیدید کاری باید انجام بشود به فکر دو مطلب نباشید؛ یکی مشکلات و دیگری امکانات»

## جامعه تعلیمات اسلامی
پس از شهریور ۱۳۲۰ و پدید آمدن آزادی نسبی سیاسی در ایران، طیف گستردة مذهبی جامعه به سبب کمبود نیروی انسانی ماهر و تحصیلکرده، که خود ناشی از عدم اقبال به آموزش و پرورش جدید بود، نمی‌توانستند در امور فرهنگی و اجتماعی فعالیت کنند. در آن سال‌ها حاج شیخ عباسعلی اسلامی تلاشی جدّی را برای ترویج تعلیم و تربیت دینی در قالب‌های جدید آموزشی آغاز کرد.
در ۱۳۲۰ ش، وی به کمک عده‌ای از نیکوکاران تشکلی فرهنگی به نام «جمعیت پیروان قرآن» را پایه‌گذاری کرد که هستة اصلی جامعة تعلیمات اسلامی بود. اعضای اولیة این جمعیت عباسعلی اسلامی، محمد فولادی، حسین میرخان، ابوالقاسم میرزایی، محمدرضا رجایی و عبدالحسین یوسف زاده بودند. عباسعلی اسلامی ابتدا در منزل خود کلاسهایی شبانه (هفته‌ای دو شب) دایر کرد که شامل چهار کلاس بود: سوادآموزی، معالم و علوم دینی، احکام و اخلاق، و مقدّمات علوم عربی (اسلامی، ص ۳۲۱؛ دادگسترنیا، ص ۱–۲). مردم چنان از این کلاس‌های دینی استقبال کردند که جمعیت پیروان قرآن عده‌ای از بازرگانان نیکوکار را به همکاری دعوت کرد. جمعیت با حضور این افراد، جدّی تر و منسجم تر به فعالیت پرداخت و در ۱۳۲۲ ش جمعیت پیروان قرآن به «جامعة تعلیمات اسلامی» تغییر نام داد. با حمایت و تأیید مراجع تقلید، آموزشگاه‌های متعددی در تهران تشکیل شد و ابوالقاسم میرزایی، حسین میرخان و محمدرضا رجایی، بازرس این آموزشگاه‌ها شدند. در ۱۳۲۴ ش طرح تأسیس مدارس روزانه به تصویب رسید و نخستین دبستان روزانه با نام دبستان جعفری تأسیس شد. در این زمان تعداد آموزشگاه‌های جامعه در تهران ۴۵ واحد بود (دادگسترنیا، ص ۲–۳).
در ۱۳۲۸ ش اساسنامه و مرامنامة جامعة تعلیمات اسلامی در ۳۷ مادّه و ۹ تبصره تنظیم شد که بر اساس آن، جامعه موظف بود در قالبی غیردولتی و غیرسیاسی به تعلیم و تربیت کودکان و نوجوانان در ایران یا خارج از ایران، از سطح آمادگی تا دانشگاه، بر اساس آموزه‌های مذهبی شیعه بپردازد. جامعه همچنین چاپ کتاب و نشریه و تأسیس بیمارستان و یتیم خانه را در برنامه‌های خود داشت و مجاز بود هر کدام از این فعالیت‌ها را در داخل یا خارج از کشور انجام دهد (رجوع کنید به جامعة تعلیمات اسلامی، ۱۳۲۸ ش، ص ۸–۱۸).
در ۱۳۳۰ ش جامعة تعلیمات اسلامی به صورت مؤسسه‌ای قانونی و حقوقی به ثبت رسید. تشکیلات آن شامل هیئت مدیرة مرکزی، مدیرعامل، هیئت مدیرة هر استان و هیئت مدیرة هر واحد آموزشی بود. هیئت امنای جامعه ۲۲ تن و هیئت مدیرة آن پنج تن بودند (دادگسترنیا، ص ۴؛ جامعة تعلیمات اسلامی، ۱۳۷۹ ش ب، ص ۲). هیئت مدیرة جامعه در نخستین سال‌های فعالیت تا حدی توانست در انتخاب مواد درسی و گزینش معلمان، مطابق سلیقة خود عمل کند و با آنکه در مدارسِ زیرپوشش جامعه، کتاب‌های علمی و فنی مصوب وزارت فرهنگ تدریس می‌شد، کتاب‌های دینی و ادبی نیز به انتخاب جامعه چاپ و منتشر می‌گردید. این کتاب‌ها با همکاری عده‌ای از استادان و نویسندگان، چون علامه محمدحسین طباطبایی، محمدرضا رجایی، محمدجواد باهنر و علی گلزاده غفوری تألیف می‌شد (حجت‌الاسلام حاج شیخ عباسعلی اسلامی به روایت اسناد ساواک، مقدمه، ص پانزده؛ کرمی پور، ص ۹۰–۹۲).

## نشریات
در ۱۳۳۱ ش جامعة تعلیمات اسلامی با انتشار مجلة تعلیمات اسلامی به فعالیت‌های فرهنگی خود قوام بخشید. نخستین شمارة مجله در فروردین ۱۳۳۱ با مدیریت حسینعلی گلشن به صورت ماهانه منتشر شد. تحصیل کردگان مذهبی، به سبب محتوای غنی مجله، چنان از آن استقبال کردند که بیشتر شماره‌های آن چند روز پس از انتشار نایاب می‌شد (اسلامی، ص ۴۳۵؛ حجت‌الاسلام حاج شیخ عباسعلی اسلامی به روایت اسناد ساواک، مقدمه، ص شانزده).
جامعه در دهة ۱۳۴۰ ش بر فعالیت‌های جانبی خود افزود و اردوگاهی تفریحی در کرج ایجاد کرد که زیرنظر محمد دادگسترنیا، که از ۱۳۳۰ ش به عضویت جامعه درآمده بود، اداره می‌شد. در این اردوگاه‌ها شاگردان مدارس جامعه ضمن آموزش‌های غیر درسی، جهت‌گیری انقلابی و اسلامی می‌یافتند (دادگسترنیا، مصاحبة مورخ مرداد ۱۳۸۱). در این میان عباسعلی اسلامی با سفر به مناطق گوناگون کشور، با جلب همکاری ثروتمندان نیکوکار، شعبه‌های جدید مدارس جامعة تعلیمات اسلامی را تأسیس کرد. نخستین شعبه در کرمانشاه دایر شد و در مدت کوتاهی جامعه دارای ۱۸۵ مدرسة دخترانه و پسرانه و حدود شصت هزار دانش آموز گردید (اسلامی، ص ۴۵۸؛ جامعة تعلیمات اسلامی، ۱۳۷۹ ش ب، همان‌جا).

## اساتید جامعه
برنامه‌های تربیت معلم جامعه، از اواخر دهة ۱۳۴۰ ش آغاز شد. استادانی چون محمدحسین بهشتی، محمدتقی جعفری، سیدعلی اکبر حسینی، عبدالمجید رشیدپور، غلامحسین شکوهی، احمدتوانا، مرتضی مطهری، و علی محمد کاردان مباحث گوناگون را در حوزة تعلیم و تربیت برای جوانان مذهبی علاقه‌مند به شغل معلمی مطرح می‌کردند (دادگسترنیا، همان مصاحبه).
در اوایل دهة ۱۳۵۰ ش جامعة تعلیمات اسلامی کلاس‌های آموزش خانواده دایر کرد. در این بخش علی قائمی و سید ابراهیم سیدعلوی سهم مهمی در برنامه‌ریزی و مدیریت دوره‌های آموزشی داشتند (همان‌جا).
به منظور آموزش به اولیای دانش آموزان، افزون بر جلسات ماهانة آموزشی، جزوه‌ای با عنوان آغوش مادر اولین دانشگاه، مخصوص والدین دانش آموزان در قطع جیبی منتشر می‌شد و نشریة تکمیلی آن با عنوان روش تربیت به صورت ماهانه در اختیار خانواده‌ها قرار می‌گرفت. مجلة درسهایی از مکتب اسلام نیز که از مهم‌ترین نشریات فرهنگی و مؤثر نیروهای مذهبی در دهة ۱۳۴۰ ش به‌شمار می‌آمد که به کوشش شماری از طلاب نوگرا و فعال منتشر می‌شد، به‌طور گسترده در بین دانش آموزان مدارس جامعه توزیع می‌گردید (همان‌جا؛ کلهر، ص ۱۲۹).
با ورود دانش آموختگان مدارس جامعه، به ویژه دختران، در دهة ۱۳۵۰ ش به دانشگاه و موفقیت‌های علمی همراه با اندیشة انقلابی ـ اسلامی آنان، دوره‌ای جدید از حیات جامعة تعلیمات اسلامی شروع شد و حساسیت دستگاه‌های امنیتی را به فعالیت مدارس جامعه، معلمان و دانش آموختگان آن برانگیخت. حکومت پهلوی برای نظارت بر مدارس غیردولتی، که به پایگاهی برای فعالیت‌های مخالفان بدل شده بود، دو اقدام پیاپی کرد. در ۱۳۵۲ ش، با بخشنامة منع حجاب، دبیرستان‌های اسلامی دخترانه را محدود کرد (رجوع کنید به علم، ج ۳، ص ۱۵۸–۱۵۹) و در پی آن، دولت نظارت و برنامه‌ریزی و مدیریت مدارس غیردولتی را بر عهده گرفت و بدین ترتیب، تلاش قشرهای مذهبی جامعه برای اجرای برنامه‌های تربیتی اسلامی در این مدارس با مخالفت غیررسمی حکومت پهلوی مواجه شد.
در پی این اقدامات، مدارس جامعة تعلیمات اسلامی مانند دیگر مدارس مذهبی با مشکلات متعددی روبرو شدند و فقط تعدادی از دبیرستان‌های دخترانه جامعه توانستند به برنامه‌های آموزشی خود تا ۱۳۵۷ ش ادامه دهند. در ۱۳۵۳ ش دولت برای نظارت بر مدارس غیردولتی، تمام دبستان‌ها و مدارس راهنمایی بخش خصوصی را دولتی اعلام کرد و جامعة تعلیمات اسلامی از میان مدارس تحت نظارت خود توانست معدودی از دبیرستان‌ها را حفظ نماید (کرمی پور، ص ۹۷).

## پس از انقلاب ۵۷
پس از پیروزی انقلاب اسلامی (۱۳۵۷ ش) جامعة تعلیمات اسلامی به دلیل دولتی شدن مدارس، تمام مدارس تحت نظارت خود را به آموزش و پرورش داد و بدین ترتیب چهارده سال از فعالیت بازماند تا اینکه در ۱۳۶۸ ش، در پی تصویب قانون مدارس غیرانتفاعی، جامعه با اخذ مجوز به تأسیس مدارس اسلامی غیرانتفاعی پرداخت. در خلال این مدت، به استناد مادّة واحدة شورای انقلاب که در مرداد ۱۳۵۹ به تصویب رسید، جامعة تعلیمات اسلامی توانست برخی مدارس اسلامی را همچون گذشته اداره کند و در ۱۳۶۴ ش و ۱۳۷۹ ش نیز اصلاحاتی در اساسنامة آن صورت گرفت و اعضای جدید جانشین اعضای متوفی شدند (دادگسترنیا، ص ۸–۱۱). حاج شیخ عباسعلی اسلامی، بانی جامعه در ۱۳۶۴ ش درگذشت و فرزندش شیخ علی اسلامی بسیاری امور را به عهده گرفت. شیخ عباسعلی اسلامی با آیت‌الله کاشانی و نواب صفوی همکاری زیادی داشت، همکاری وی با فعالان سیاسی روحانی تا جنبش خمینی در سال‌های ۴۳–۴۱ و سپس تا پیروزی انقلاب ۵۷ ادامه داشت. در نشریه آیین اسلام نیز فعال بود.